# I’m Outta Love
I’m Outta Love – pierwszy singel promujący debiutancki album amerykańskiej piosenkarki Anastacii Not That Kind wydany w 2000 roku w Ameryce. Europejska premiera piosenki odbyła się 29 lutego 2000 roku. Singel jest jedynym utworem piosenkarki notowanym na liście Billboard Hot 100.

## Lista utworów
Singiel 7"
1. „I’m Outta Love” – 4:02
2. „Baptize My Soul” – 4:13

Maksi singiel (Australia)
1. „I’m Outta Love” (Radio Edit) – 3:49
2. „I’m Outta Love” (Hex Hector Radio Edit) – 4:04
3. „I’m Outta Love” (Matty’s Soulflower Mix) – 5:56
4. „I’m Outta Love” (Hex Hector Main Club Mix) – 8:00
5. „I’m Outta Love” (Ron Trent’s Club Mix) – 8:33
6. „Baptize My Soul” – 4:13

Singiel CD (Austria)
1. „I’m Outta Love” (Album Version) – 4:02
2. „I’m Outta Love” (Matty’s Too Deep Mix) – 9:28

Maksi singiel promocyjny CD (Brazylia)
1. „I’m Outta Love” (Album Version) – 4:02
2. „I’m Outta Love” (Hex Hector Radio Mix) – 4:02
3. „I’m Outta Love” (Hex Hector Main Club Mix) – 7:59
4. „I’m Outta Love” (Hex Hector Dub) – 8:33
5. „I’m Outta Love” (Matty’s Soulflower Mix)
6. „I’m Outta Love” (Matty’s Too Deep Mix) – 9:28
7. „I’m Outta Love” (Matty’s Deep Dub)
8. „I’m Outta Love” (Ron Trent’s Club Mix) – 8:33

Singiel CD (Europa)
1. „I’m Outta Love” (Album Version) – 4:02
2. „I’m Outta Love” (Hex Hector Radio Mix) – 4:02

Signiel promocyjny (Europa)
1. „I’m Outta Love” (Album Version) – 4:02
2. „I’m Outta Love” (Matty’s Soulflower Mix) – 9:28

Maksi singiel (Europa)
1. „I’m Outta Love” (Album Version) – 4:02
2. „I’m Outta Love” (Matty’s Too Deep Mix) – 9:28
3. „I’m Outta Love” (Hex Hector Main Club Mix) – 7:59
4. „I’m Outta Love” (Hex Hector Radio Mix) – 4:02

Promo singiel 12" (UK)
1. „I’m Outta Love” (Rhythm Masters Vocal Mix)
2. „I’m Outta Love” (Rhythm Masters Vocal Dub)
3. „I’m Outta Love” (Ron Trent’s Club Mix) – 8:33

Maksi singiel (UK)
1. „I’m Outta Love” (Radio Edit) – 3:49
2. „I’m Outta Love” (Rhythm Masters Vocal Mix)
3. „I’m Outta Love” (Ron Trent’s Club Mix) – 8:33
4. „I’m Outta Love” (Video)

Maksi singiel 12" (USA)
1. „I’m Outta Love” (Hex Hector Main Club Mix) – 7:59
2. „I’m Outta Love” (Hex Hector A Capella) – 3:57
3. „I’m Outta Love” (Hex Hector Dub) – 8:33
4. „I’m Outta Love” (Hex Hector Radio Edit) – 4:04

Singiel CD (USA)
1. „I’m Outta Love” (Album Version) – 4:02
2. „I’m Outta Love” (Hex Hector Radio Mix) – 4:02
3. „Baptize My Soul” – 4:13